# Chaerophyllum euboeum
Chaerophyllum euboeum là một loài thực vật có hoa trong họ Hoa tán. Loài này được Halácsy mô tả khoa học đầu tiên năm 1912.